# Baltasar Sanz
Baltasar Sanz (Brea, Saragossa, 1654 - Tortosa, Tarragona, 10 de gener de 1708) va ser mestre de capella de la Catedral de Tortosa.
La seva formació va començar com a infant de la escolania de la basílica del Pilar de Saragossa. Va ser a partir del 16 de juny de 1673 quan va prendre el càrrec de mestre de capella de la Catedral de Tortosa fins a la seva mort en 1708. Tot i que va ocupar aquest càrrec durant 35 anys, conservem poques de les seves creacions. Actualment, conservem un Laudate Domino a sis veus, que possiblement és arxivat a la mateixa catedral, i algunes nadales. Francesc Bonastre, musicòleg català, va esmentar en una de les seves publicacions a la revista Recerca Musicològica que Baltasar Sanz volia adoptar l'arpa com a instrument d'acompanyament en aquelles celebracions on no s'utilitza l'orgue (com per exemple la Quaresma o la Setmana Santa).

## Obres
- Laudate Domino a sis veus
- Tono per a quatre veus i acompanyament.
- Villancet per a set veus i acompanyament.